# Diamond Head (Hawaï)
Pour les articles homonymes, voir Diamond Head.
Diamond Head, en hawaïen Lēʻahi, est un cratère de l'île d'Oahu, dans l'archipel d'Hawaï.
Il s'agit d'un anneau de tuf d'environ 1,2 kilomètre de diamètre.
La figure de Diamond Head, caractéristique d'Honolulu et de Waikiki, est traditionnellement utilisée comme indication de direction par opposition à Ewa, située sur la côte occidentale de l'île.
Diamond Head est un spot de funboard de l'île d'Oahu à Hawaï, célèbre pour être fréquenté par Robby Naish.

## Toponymie
Le nom Lēʻahi a été désigné car les Hawaïens y ont vu la dorsale (lae, « promontoire ») d'un thon (ʻahi).
Diamond Head (« tête de diamant ») est ainsi appelé en anglais car les premiers marins britanniques avaient pris des cristaux de calcite pour des diamants.

## Histoire

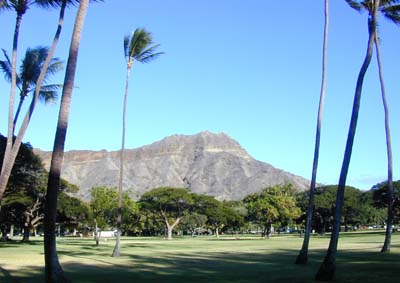
Le cône du volcan vu de Waikīkī

### Utilisation militaire
Diamond Head a été le premier casernement militaire de Hawaï quand le fort éponyme a été construit en 1906. Il a été renommé fort Ruger en 1909.

### National Natural Landmark
En 1968, le site de Diamond Head a été déclaré un National Natural Landmark, un programme pour la reconnaissance et la conservation des sites remarquables de l'histoire naturelle des États-Unis.

## Tourisme

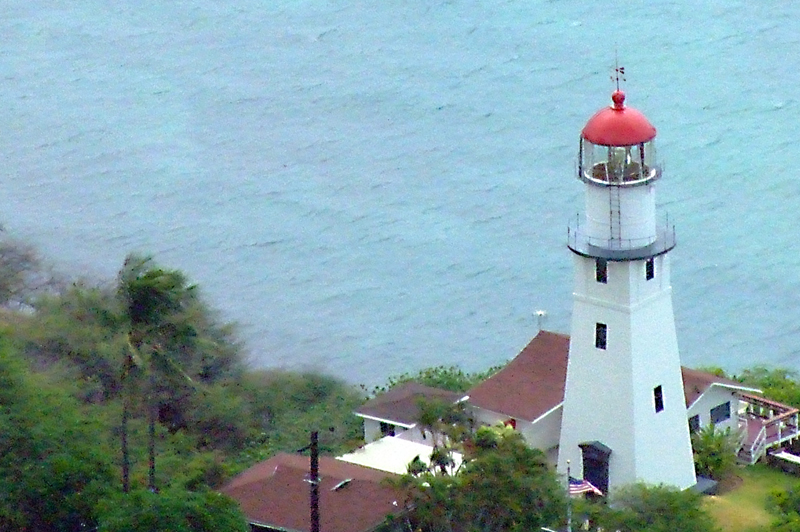
Le phare

Diamond Head est une figure iconique de Hawaï et de Waikiki. Avec plus de 3 000 visites par jour, le monument est une des destinations les plus visitées de l'État. Le phare de Waikiki, géré par les Coast Guards, fait partie du registre national des lieux historiques américain depuis 1980.

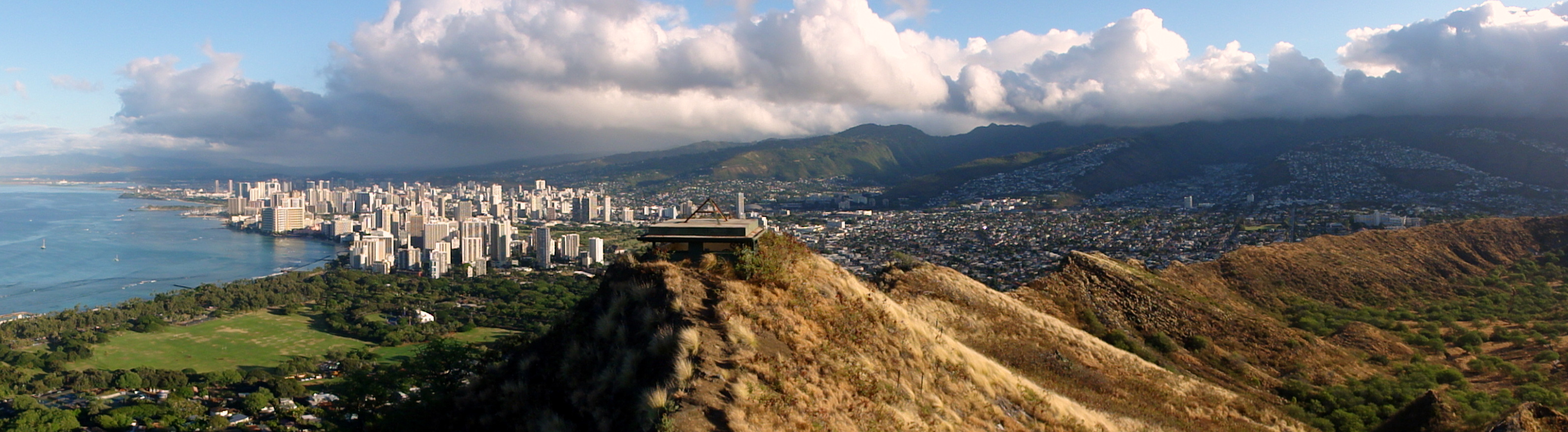
Cratère de Diamond Head avec vue sur Waikiki et Honolulu.

## Folklore
En 1951, les Hawaïens qui extraient des rochers à Diamond Head affirment que, chaque nuit, les Menehunes — un peuple de nains mythiques dans les croyances propres à l'archipel d'Hawaï — défont le travail que les hommes accomplissent durant la journée.